# 吉克石乌
吉克石乌（1979年5月—），四川雷波人，彝族，中国共产党党员。中华人民共和国政治人物、第十三届全国人民代表大会四川地区代表。

## 生平
2018年2月24日，当选为第十三届全国人大代表。